# ヒメヒナコウモリ
ヒメヒナコウモリ (Vespertilio murinus) は、ヒナコウモリ科の中型のコウモリである。

## 概要
秋の繁殖シーズンには、鳥に似たさえずり声を聞くことができる。大きさは幅が最大6.4cm、長さ27cmから33cm程度で、体重は12gから23gである。英語ではParti-coloured batというが、羽毛が2色からなっていることに由来する。背中側は赤色から濃茶色で、頭や腹部は銀白色、灰色である。耳、翼、顔は黒色か濃茶色である。翼は小さい。耳は短く、幅広く、丸っこい。
寿命は最長で12年生きたものが知られている。

## 行動
餌はカ、トビケラ、ガ等である。川や湖、森、道路等の上空10mから20mで、25-27kHzの周波数の音波を使って狩りが行われる。寒い日には狩りは行わない。
ヒメヒナコウモリは非常に珍しいため、生態についてはよく分かっていない。メスは50匹程度、時には数百匹からなる小さな群れを作って暮らす。西ヨーロッパでは、オスは約250匹の群れを作り、春から初夏にかけてしか見られない。渡りを行い、900km以上移動することが知られている。最も遠い渡りは、1989年に1440kmが確認されている。
10月から3月にかけては、冬眠を行う。単独で冬眠し、2-6℃の環境にも耐えられる。

## 生殖
メスは5月から7月に妊娠のための巣を作り、通常双子を出産する。子供が乳離れすると、メスは巣を離れる。出産は、西ヨーロッパでは6月頃に行われる。子供は3週間から4週間後には飛べるようになる。

## 分布
ヒメヒナコウモリは中央ヨーロッパ、南ヨーロッパ及びアジアで見られる。天然での生息場所は、山、ステップ、森林地帯だが、西ヨーロッパでは、主として街の中に住んでいる。殺虫剤の影響や生息地の減少によって絶滅が危惧されるとして、保護の対象となっている。

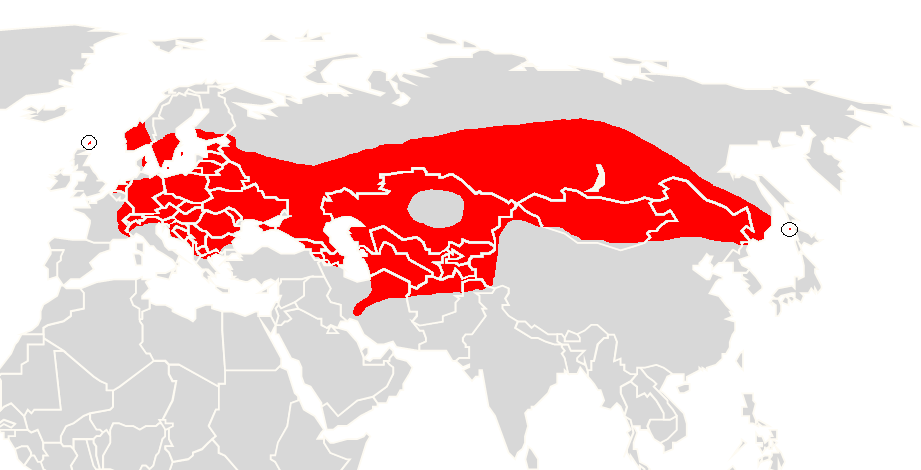
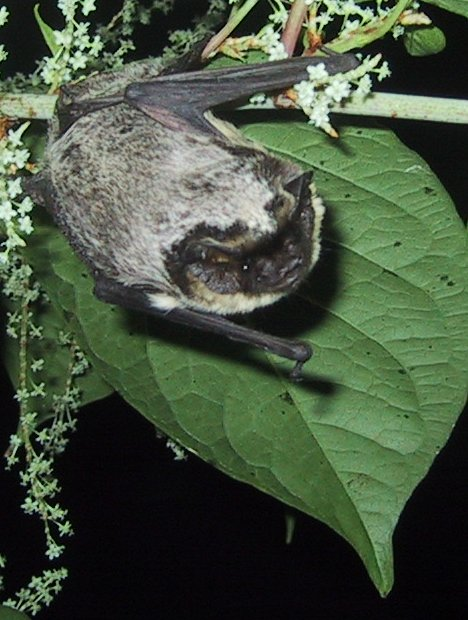